# Stefanos Miltsakakis
Stefanos Miltsakakis (ur. 28 lipca 1959 w Provatonas, zm. 9 stycznia 2019 w Santa Monica) – amerykański aktor filmowy i telewizyjny, zawodnik MMA i kaskader pochodzenia greckiego. Wystąpił w pięciu hollywoodzkich filmach z Jeanem-Claude’em Van Damme.

## Życiorys
Urodził się w Provatonas, małej wiosce w pobliżu miasta Aleksandropolis w północnej Grecji jako syn Annouli (z domu Kessatis) i Athanasiosa Stefanosa Miltsakakisa (ur. 1 sierpnia 1927, zm. 20 marca 2008). W 1973 przeprowadził się wraz z rodziną do Charlotte w Karolinie Północnej. Jego rodzice zostali obywatelami USA w 1978. Jako nastolatek był narażony na ostracyzm ze względu na swoje pochodzenie i starał się zintegrować z miejscową młodzieżą. Jego szkolny trener wolnej walki zachęcił go do dołączenia do szkolnego zespołu. Zdobył stypendium z Uniwersytetu Stanu Karoliny Północnej i został zawodnikiem drużyny All-Americans. W 1984, w wieku 24 lat, został wybrany do greckiej drużyny na igrzyskach olimpijskich, ale kontuzja kolana tuż przed wydarzeniem zmusiła go do porzucenia dalszej sportowej kariery. Rozważał wtedy pracę w filmie.
Zasłynął jako zawodnik MMA, zanim zadebiutował w komedii Teda Kotcheffa Weekend u Berniego (1989) i dostał małą rolę w filmie akcji fantastycznonaukowym Alberta Pyuna Cyborg (1989) u boku ówczesnej gwiazdy filmów klasy B Jeana-Claude’a Van Damme’a. Przeniósł się do Los Angeles i rozpoczął karierę grając małe role, zwłaszcza w filmach o sztukach walki.
Oprócz treningu pływania, maratonu i boksu, trenował i ćwiczył brazylijskie jujutsu i boks tajski. 27 września 1999 na Arubie wziął udział w 9. Mistrzostwach Świata Vale tudo, podczas których wygrał z judoką Joe Charlesem w 8,38 minuty, rejestrując osobisty rekord. W 2002 brał udział w 14. Vale Tudo, gdzie wygrał z Mariano Mendozą, zdobywając rekord 2-0-0. Był także mistrzem świata w Pagration, starożytnym greckim sporcie łączącym zapasy z boksem.
W 2011 założył siłownię w Wenecji w Kalifornii.
Zmarł 9 stycznia 2019 w wieku 59 lat w Santa Monica w Kalifornii.

## Filmografia
| Rok       | Tytuł                                                                    | Rola                   | Reżyser               |
| --------- | ------------------------------------------------------------------------ | ---------------------- | --------------------- |
| 1989      | Weekend u Berniego                                                       | kulturysta Klaus       | Ted Kotcheff          |
| 1989      | Shooters                                                                 | Viper                  | Peter Yuval           |
| 1989      | Cyborg                                                                   | Xylo / pirat / bandyta | Albert Pyun           |
| 1990      | Śródmieście (Downtown)                                                   | Wayne                  | Richard Benjamin      |
| 1990      | Lwie Serce                                                               | kierowca dżipa         | Sheldon Lettich       |
| 1990      | Legion of Iron                                                           | Rex                    | Yakov Bentsvi         |
| 1990      | Matlock (serial TV)                                                      | Joey                   | Leo Penn              |
| 1991      | Ted & Venus                                                              | więzień                | Bud Cort              |
| 1991      | Eerie, Indiana (serial TV)                                               | niania Arnold          | Tim Hunter            |
| 1992      | Podwójny kłopot (Double Trouble)                                         | Jeremy                 | John Paragon          |
| 1992      | Gabinet figur woskowych 2: Zagubieni w czasie (Waxwork II: Lost in Time) | potwór Frankensteina   | Anthony Hickox        |
| 1992      | Mistrz (Long hang tian xia)                                              | uczeń Jonny’ego        | Tsui Hark             |
| 1992      | Sunset Heat                                                              | Arch                   | John Nicolella        |
| 1992      | Zhan long zai ye                                                         | komandor               | Sau Leung ‘Blacky’ Ko |
| 1993      | Słoneczny patrol (serial TV)                                             | oficer marynarki       | Gus Trikonis          |
| 1993      | Martial Outlaw (wideo)                                                   | Sergei                 | Kurt Anderson         |
| 1993      | Najlepsi z najlepszych 2                                                 | Stavros                | Robert Radler         |
| 1994      | T-Force                                                                  | Mohawk                 | Richard Pepin         |
| 1995      | Żelazne pięści (Fists of Iron)                                           | wielki facet           | Richard W. Munchkin   |
| 1995      | Panic in the Park (gra wideo)                                            | Mugger                 | Ken Berris            |
| 1996      | The Quest                                                                | grecki wojownik        | Jean-Claude Van Damme |
| 1996      | Maksimum ryzyka                                                          | Czerwona Twarz         | Ringo Lam             |
| 1998      | Shelter                                                                  | Yianis                 | Scott Paulin          |
| 1998      | Stan wyjątkowy (serial TV)                                               | Günter Müller          | Whitney Ransick       |
| 1999      | Krwawy sport IV (Bloodsport IV: The Dark Kumite)                         | Max Schrek             | Elvis Restaino        |
| 1998-2001 | Nash Bridges (serial TV)                                                 | Eldon Sistrunk         | Jim Charleston        |
| 2002      | Pasażer (Derailed)                                                       | Stavros                | Bob Misiorowski       |
| 2003      | Daredevil                                                                | Stavros                | Mark Steven Johnson   |
| 2007      | Podwójna tożsamość                                                       | Nico                   | John Herzfeld         |
| 2007      | Dowody zbrodni (serial TV)                                               | Yuri                   | Andy García           |
| 2008      | The Man Who Came Back                                                    | strzec                 | Glen Pitre            |
| 2014      | Motywacja (Reach Me)                                                     | Henchman               | John Herzfeld         |
| 2018      | Skok stulecia (Den of Thieves)                                           | Hofbrau Bouncer        | John Herzfeld         |

## Lista walk w MMA
| Wynik   | Przeciwnik      | Rozstrzygnięcie                   | Runda | Czas | Rozgrywki                                | Data       |
| ------- | --------------- | --------------------------------- | ----- | ---- | ---------------------------------------- | ---------- |
| Wygrana | Joe Charles     | Poddanie (blokada ramienia)       | 1     | 8:38 | WVC 9 – World Vale Tudo Championship 9   | 27.09.1999 |
| Wygrana | Mariano Mendoza | TKO (poddanie przez zadane ciosy) | 1     | 4:45 | WVC 14 – World Vale Tudo Championship 14 | 07.03.2002 |
| Wygrana | Mike Seal       | Poddanie (blokada ramienia)       | 1     | 0:00 | UAGF – Universal Above Ground Fighting   | 28.07.2005 |